# Chicken Girls
Chicken Girls is een Amerikaanse webserie over een groepje vrienden dat een dansteam vormt. De eerste afleveringen werden in 2017 uitgezonden. Op 1 september 2020 startte het 7e seizoen.